# Warszawska premiera
Warszawska premiera – polski film historyczny z 1951 roku w reżyserii Jana Rybkowskiego.

## Fabuła
Treścią filmu są zabiegi o wystawienie Halki Stanisława Moniuszki, pierwszej narodowej opery polskiej. Jej premiera miała miejsce w Warszawie 1 stycznia 1858.

## Obsada
Źródło: FilmPolski.pl
- Jan Koecher − Stanisław Moniuszko
- Jerzy Duszyński − Włodzimierz Wolski
- Barbara Kostrzewska − Paulina Rivoli, wykonawczyni roli Halki
- Nina Andrycz − Maria Kalergis
- Danuta Szaflarska − hrabina Krystyna
- Janusz Warnecki − profesor
- Jan Kurnakowicz − profesor Jan Quatrini
- Stanisław Żeleński − Józef Sikorski, krytyk muzyczny
- Gustaw Buszyński − generał Ignacy Abramowicz, dyrektor teatru
- Zdzisław Mrożewski − hrabia Alfred
- Tadeusz Cygler − Julian Dobrski, wykonawca roli Jontka
- Wacław Domieniecki − tenor włoski
- Józef Karbowski − sekretarz
- Jan Ciecierski − biskup
- Kazimierz Opaliński − archiwista w teatrze
- Maria Kaniewska − współpasażerka Moniuszki w dyliżansie
- Bronisław Pawlik − handlarz
- Lech Ordon − wydawca